# バザード・ラムジェット

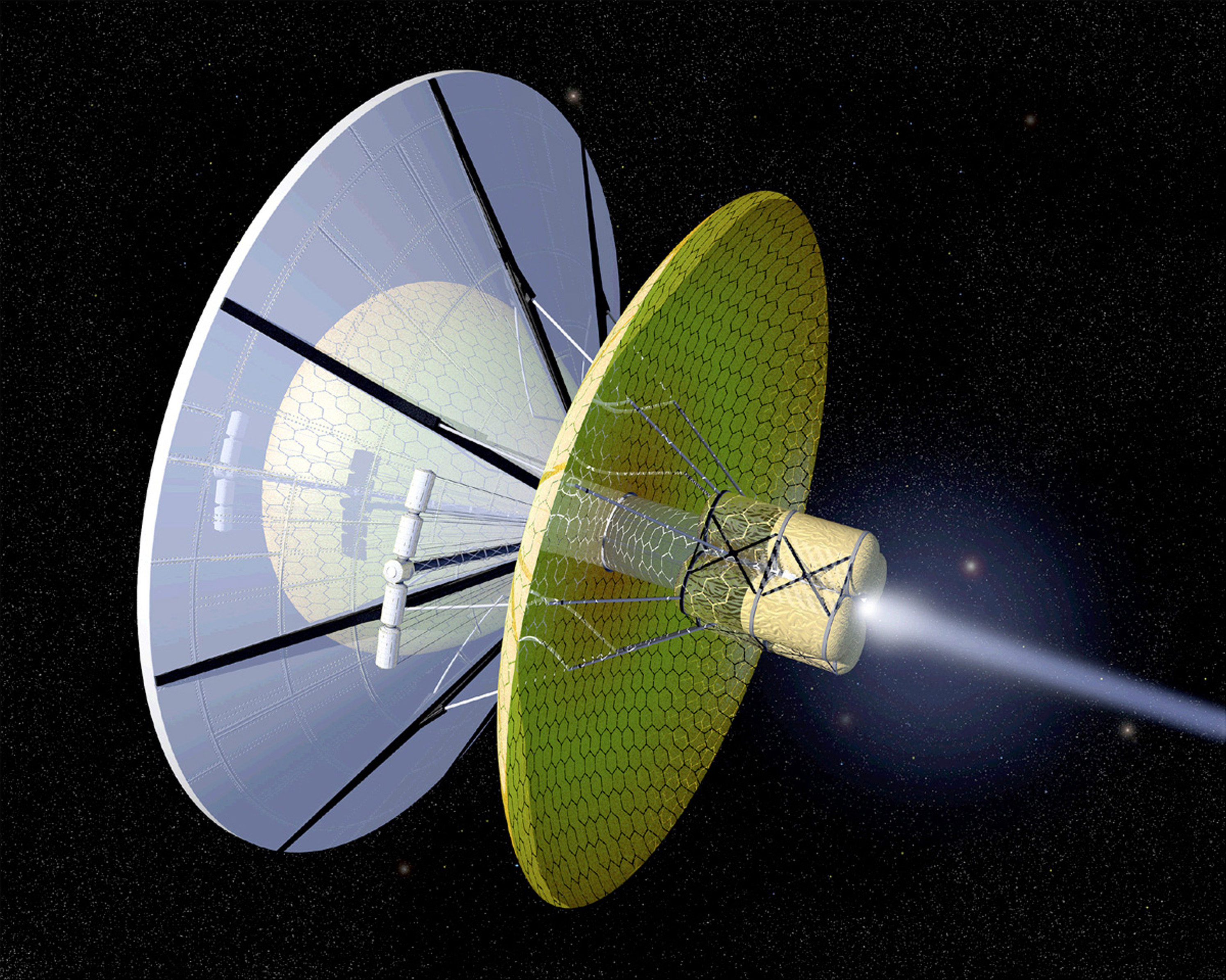
バザード・ラムジェットのイメージ図

バザード・ラムジェット (Bussard ramjet) は、1960年に物理学者のロバート・バザードが提案した、仮想的な宇宙機の推進方法である。ポール・アンダースンの小説『タウ・ゼロ』、ラリー・ニーヴンの『ノウンスペース』シリーズ、ヴァーナー・ヴィンジの Zones of Thought シリーズ等で有名になり、カール・セーガンもテレビや著者等で言及している。
バザードは、恒星間航行で利用可能な核融合ロケットのラムジェットエンジンを提案した。これは、星間物質から水素を集め、圧縮するラムスクープとして、直径数キロメートル (km) から数千キロメートルに及ぶ巨大な電磁場を用いる。高速なため、反応性物質は漸進的に収縮した磁場に射出され、熱核融合が起こるまで圧縮される。その後、磁場によりロケットから放出されるエネルギーは、意図する進行方向と逆向きに方向を変えられ、機体の推進力となる。

## 実現可能性
バザードの当初の提案までの間に、太陽系の周囲の領域は、それまで考えられていたよりもっと水素の密度が低いことが明らかになっていた（局所恒星間雲も参照）。ジョン・フォード・フィッシュバックは1969年に、バザード・ラムジェットの詳細に対する重要な貢献を行った。T・A・ヘッペンハイマーは、陽子が融合するバザードの当初の提案を分析したが、融合が起こる密度まで陽子を圧縮する過程での制動放射が、産み出される出力を約10億倍も上回るため、この形のバザード・ラムジェットは実現不可能であると結論付けた。しかし、ダニエル・P・ホイットマイアーの1975年の分析では、ラムジェットの正味の出力はCNOサイクルによるものであり、これは陽子-陽子連鎖反応より 〜1016倍 も高効率に核融合を起こすことが示された。
ロバート・ズブリンとダナ・アンドリュースは、1985年にある仮想的なバザード・ラムスクープとラムジェットの設計を分析した彼らは、この形のラムジェットは太陽風の中では加速できないことを示したが、以下のような仮定を置いていた。
1. 惑星間イオン推進ラムジェットの排気速度は、100キロメートル毎秒 (km/s) を超えない。
2. 入手可能な最大のエネルギー源は、500キロワット (kW) の核融合炉である。

ズブリンとアンドリュースの惑星間ラムジェットの設計では、抗力 d/dt(mv1) が1秒間に収集されたイオンの質量に、ラムスクープに対する太陽系内で収集されたイオンの速度を掛けた値に等しいと計算した。太陽風から収集したイオンの速度は、500 km/s と推定された。
ラムジェットにより放出されるイオンの排気速度は、100 km/s を超えないと仮定された。ラムジェットの推力 d/dt(mv2) は、1秒間に放出されるイオンの質量に 毎秒100 km を掛けた値と等しい。この設計では、 d/dt(mv1) > d/dt(mv2) という条件が導かれ、抗力がラムジェットの推力を超えた。

## 関連する発明

### Ram Augmented Interstellar Rocket (RAIR)
星間物質を唯一の燃料源とすることの問題から、Ram Augmented Interstellar Rocket (RAIR) が研究された。RAIRは核燃料を搭載し、その反応生成物を放出して推力を産む。しかし、星間物質を収集し、これを追加の反応物質とすることで、より優れたパフォーマンスを発揮できる。RAIRの推進システムは、3つのサブシステムにより構成される。核融合炉、収集場、プラズマ加速器である。収集場が、炉から出力を供給される加速器（例えば、炉の熱エネルギーを直接星間ガスに伝達する熱交換システム）に星間ガスを送る。
この概念は、船が運ぶ水素核燃料が燃料（エネルギー源）の役割を果たす一方、スクープによって集められ高速で背後に排出される星間ガスが推進剤（反応物質）として働き、その結果、宇宙船は有限な燃料だが無限の推進剤を持つと考えると分かりやすい。理論的には、バザード・ラムジェットでは星間ガスが核融合炉に入る前に宇宙船の速度まで加速されなければならないが、RAIRでは、星間ガスを宇宙船の速度まで加速せずに、「加速」機構によりエネルギーを転移できるため、はるかに少ない抗力で済む。

### Laser Powered Interstellar Ramjet
ビーム状のエネルギーを宇宙船が星間物質から収集した水素と組み合わせる方法も考えられる。太陽系内のレーザーアレイが宇宙船のコレクタにビームを送り、推力を産み出す直線状の加速器のように用いる。これにより、ラムジェットの融合炉問題を解決できるが、ビーム状のエネルギーは距離に従って減衰するため、限界がある。

### マグネティックセイル
ズブリンらによる計算から、マグネティックセイルのアイデアが生まれた。距離による減衰をロケットではなくパラシュートで受けるため、恒星間航行にとって重要である。